# Vida Matjan
Vida Matjan (Ljubljana, 6. maj 1896 — 1993) jugoslovenska je i slovenačka kompozitorka za djecu, muzički pedagog, dirigentkinja, etnomuzikolog, direktorka prve privatne i državne muzičke škole u Kotoru.

## Detinjstvo i obrazovanje
Vida Matjan je rođena 6. maja 1896. u Ljubljani. Odrasla je uz majku Antoniju Učak, dramski sopran, muzičarku koja je muzičku klasu solo pjevanja završila kod prof. Franca Gerbića. Uz majku je Vida naučila prve note okarine i klavira. Otac, Franc Hribar, visokokvalifikovani grafički radnik (metera-slagač) koji je radio u listu Slovenski narodi je svojom strogošću korisno uticao na njenu metodičnost i odgovornost u radu. O trudu da pokaže spremnost ocu da se bavi muzikom, Vida Matjan kaže:
„Majka je nastojala da ja učim klavir. Mama je imala mali klavir sa žutim dirkama. Otac nije dao. Međutim u trećem gimanazije donijela sam svjedočanstvo. Velikim rukopisom je bila ispisana ocjena ’pravo dobro’. Mama je bila presretna i mama je pitala: Što hoćeš? Ja sam joj rekla: Da učim klavir! Majka je tada uticala na oca. Upisala sam se u februaru te godine na Glazbenu maticu.” (Matjan, 1983)
Karijeru je započela 1911. godine. Uporedo sa pohađanjem treće gimnazije u Ljubljani, upisala je Glazbenu maticu, čime otpočinje rad kod Vaclava Talicha (dirigenta slovenačke filharmonije), Vide Prelesnik, J. Chumecke i profesora Antuna Trosta. Pripremala se za bečku Muzičku akademiju sa profesorom Trostom. Majka joj je preminula 1913. Uz muziku pohađala je i časove scenografije i režije kod Marije Kmetove, koja je priređivala predstave u kojima je Vida glumila. Uspješno je maturirala 1914. godine. Početak Prvog svjetskog rata onemogućio je da se školuje u Beču, na planiranoj Muzičkoj akademiji. Pred kraj rata, 1917. godine udala se za Alojzija Matjana, koji je studirao arhitekturu. Sviranjem na orguljama, pianu i slikanjem se bavio amaterski. Njihova porodična kuća bila je centar umjetnika i stvaralaca, poput književnika Ivana Cankara, kipara Lojze Dolinara, slikara Antona Gojmira Kosa, kompozitora i pijaniste Lucijana Marija Škerjanca. Prema riječima Vide Matjan, radi se o najprijatnijim i najsadržajnijim godinama života. Godine 1920. rodila je ćerku Sonju, njihovo jedino dijete. Željna da završi svoje muzičko obrazovanje, 1930. godine, porodica je odlučila da se nastane u Beogradu, a Vida je pohađala nastavu u klasi Emila Hajeka, na Мuzičkoj školi Stanković. U periodu 1920—1930, učila je tehniku slikanja na svili, drvetu i porcelanu kod Saše Šantala. Znanje dekorativnih umjetnosti preporučiće je za rad za mnoga pozorišta u Sloveniji i Srbiji od 1935. do 1941. godine.
„Vidite ja sam voljela uvjek crtanje i slučajno sam se srela sa akademskim profesorom Sašom Šantelom. On je bio završio školovanje za violinu i kroz muziku smo se našli i ja sam produžila studij dekorativne umjetnosti. Tako sam naučila špric drug. I tri godine sam radila i bogami dobro sam izučila i onda sam se povezala sam Beogradskim pozorištem sa Ljubljanskim pozorištem i sa dvije vele trgovine i uzela sam jedan lokal u Ljubljani koji je imao velika staklena vrata i svake subote to što sam napravila napravila sam izložbu. Jedne prilike izradila sam 7000 marama. Radila sam kravate, pepeljare ukrasne predmete. A za Beogradsko pozorište sam izradila kompletne kostime za predstave Hamlet, Šeherezadu. Za pozorište u Ljubljani sam izradila kostime za predstave Knez Igor, Madam Lesko, Mak balet” (Matjan, 1983).

## Pedagoški rad
Pedagoški rad Vide Matjan predstavlja značajan dio njenog profesionalnog života. U Beogradu razvija privatnu pedagošku praksu i postaje prestižna muzička pedagoškinja sa velikim brojem učenika. Iznova njen rad i privatane planove prekida rat. Nakon bombardovanja Beograda 1941. godine, u kojem je stradala kuća u kojoj su živjeli, prelazi u Kotor, gdje je njen muž od 1936. godine, poslovno boravio posredstvom Zetske plovidbe. U Kotoru se Alojz Matjan bavio arhitekturom i enterijerom. Radio je na adaptaciji palate Grgurina . U toku rata nije se bavila profesionalnim radom. Neposredno nakon rata organizuje prvu privatnu muzičku školu „Vida Matjan” u Kotoru.
"Vidite odmah nakon oslobođenja ja sam sa dozvolom narodnih vlasti otvorila muzičku školu Matjan 1945. i do 1947 vodila tu školu. Imala sam đake koji su imali predznanje tako da sam mogla odmah početi sa intenzivnijim radom. Imala sam jednog dobrog harmonikaša i tako sam priredila dosta koncerata za Crveni krst, za Narodni front, za Dječiji dom. Za Dječiji dom sam dala humenitarni koncet da bih nabavila instrumente. Žao mi je bilo djece bez roditelja i na taj koncert je došao predsjednik Jovanović Blažo i ministri. Znam da sam dugo čekala na početak koncerta jer su on i ministri dali velike sume, tako da smo sa upravnikom Markovićem mogli da nabavimo instrumente. Dala sam koncert i otvarala bibiloteku u Sutvari " (Matjan 1991)

## Kompozitorski rad
Od 1947. godine, škola nastavlja da radi kao državna instituicija, a u njoj Vida Matjan radi kao nastavnicа klavira i muzički pedagog. Imenovana je 1949. godine za direktorku škole do odlaska u penziju (1969), ali nije prestala da se bavi komponovanjem za djecu. Uz rada sa djecom od 1947. godine formirala je i radila sa Folklornom grupom AFŽ (s 32 člana), Pionirskim horom (sa 105 članova) i Omladinskim horom, koje je oformila i za čije aktivnosti je 1949. godine dobila nagradu Predsjedništva vlade Narodne Republike Crne Gore (Pobjeda, 15. jul 1949). Ansambl AFŽ-a izvodio je djela koja je Vida Matjan izučavala kao dio folklora i tradicije narodnih i građanskih igra Boke Kotorske (studiozni terenski rad i obrada Dobrotske svadbe i Škaljarskog kola). Dekore za predstave je radila sama.
Adaptirala je u periodu 1950—1968 sledeća djela: Ježeva kućica, na stihove Branka Ćopića; Zamčić Čardačić, po jednočinki S. Maršaka; lutkarska predstava Ivana Minatija Slamni vočić, za koje je sama radila lutke. Kasnije je sama komponovala prvo za klavir a potom za orkestar; Klinika lutaka na tekst Jovana Aleksića; Vučko na tekst Vojmila Rabadana. U periodu između 1946. i 1948. radila je terensko istraživanje izvornih pjesama i igara Škaljara i Dobrote, Boka Kotorska. Prikupljala je podatke tako što je razgovarala sa najstarijim mještanima o autentičanom načinu pjevanja i igranja u Dobroti i Škaljarima.
O značaju i vrijednostima tog rada, nije data stručna muzička ocjena do danas. Međutim, u Pogovoru knjige koja je štampana 1984. godine Miloš Milošević, bliski saradnik Vide Matjan i značajan naučni radnik Boke rekao je sledeće:
„Vida Matjan se nije zadovoljila da varira one djelimično i ranije poznate lokalne igre i osvježava ih nekim svojim manje ili više dopadljivom koreografijom… Zato su đaci Muzičke škole ili članovi neke druge grupe koju je vodila, igrali zaista izvorni folklor… U ovom radu Vida Matjan povezuje, pored potpuno novoga opisa igara Dobrote i Škaljara, sva tri bitna elementa svadbenih običaja: način igranja, način pjevanja i izvorni tekst.”
Odlaskom u penziju uspjeva da podatke uredi u materijal za knjigu koja je objavljena tek 1984. godine Igre i pjesme Dobrote i Škaljara. Knjiga je poklon gradu Kotoru. Iste godine završila je Dječiju operu U susret ribama na tekst Miloša Miloševića, poklon omladini Kotora. Savez Kompozitora Jugoslavije, povodom 20-godišnjice postojanja dodijelio joj je zlatnu medalju i povelju 1970. godine (Pobjeda, 15. октобар 1970).
Rad na pedagoškom obrazovanju muzičara predstavlja treće polje djelovanja Vide Matjan. Uz njeno ime vezana su imena Darinke Matić Marović, Tripa Simonutija, Rista Runda, Miroslava Homena, Nikše Đučića, Srećka Marković, Viska Janković, Marija Jamjaja, Ilije Milošević, Vlatka Petrović, Bata Radović, Leona Levic, Lovrencija Jakićević, Anke Kršanac, Tamare Jovićević, umjetnika koji su značajni na lokalnom i međunarodnom nivou. Darinka Matić Marović, dirigentkinja, čiji je prvi muzički pedagog bila Vida Matjan, o njenom pedagoškom radu kazala je:
„Idelan pedagog bila je stroga i škrta na pohvalama, ali za Boku Kotorsku je bila neprekidno bogadstvo, njena odanost omladini… Zaslužila je da dobije spomenik u Boki Kotorskoj.”

## Značaj Vide Matjan
Značaj pedagoškog rada Vide Matjan ne ogleda se isključivo u formiranju profesionalnih biografija njenih studenta, već obuhva i formiranje njihovih ličnosti u svakom pogledu.
„Počela sam sa vaspitnim časovima prema uzrastu sa pripremljenim temamatj. kuća, škola, ulica, odnos prema drugovima, odnos prema roditeljima. Pozabavila sam se prirodom i životinjama, putovanjima, ličnom higijenom…Sve sam postupno obuhvatila i često pratila crtanjem. Nakon predavanja slijedilo je učenje lijepog hoda. Posvetila sam pažnju ritmičkim igrama, malim recitacijama često uz muzičku pratnju i glumu. Kroz česti kontakt sa roditeljima i vaspitačima i kroz vječito bavljenje djecom dobila sam jasnu predstavu kako da komponujem za djecu.To je bio početak i moje lične razvojne faze koja me je dovela do današnjeg stupnja bavljenja na tom obliku vaspitnog rada.” (Matjan, 1993).
Povodom njenog osamdesetog rođendana Branko Sbutega (1952—2006), jedan od njenih učenika, uputio joj je pismo u kojem govori o složenosti i snazi Vide Matjan.
„…Ja ovdje ne mislim na one stvaralačke pobjede Vide Matjan, kompozitora, pisca-pedagoga, organizatora, instrumentaliste itd. Drugi kompetetniji i informisaniji davali su i daće o tome ocjene i procjene. Ali ono područje gdje je suveren kriterijum ljudskost, srećom to područje ne podleže sudu stručnjaka i kompetentnih. Tu je sud savjesti i Boga jedini mjerodavan. Mi, sebe sam uvjek u te ubrajao, koji smo mogli s Vama da se susrećemo ne iz potrebe profesije već sklonosti i simpatije, mi Vam možemo s pravom reći da ste prema nama uvjek tu ljudsku stranu afirmisali. To znači potrudili ste se da nam približite i date dio sebe, dio vlastitih nada i strepnje, ličnih tokova misli i srca. A to nije osobina umjetničkih talenata, već osobina onih koji znaju da u borbi sa vlastitim ponorima pretrpe u sebi poraze da bi trijumfovali u drugima.”
Vida Matjan je za Našu ženu, decembra 1964. godine, na pitanje što je za nju muzika, odgovorila:
„Sve. Poziv. Htjela sam da studiram medicinu da bih uvjek bila u stanju da pomognem ljudima. Ali nisam mogla da umaknem čarobnom svijetu dječijih bajki, zvucima muzike koji su me oblijetali i kada niko nije niti svirao niti pjevao. Ja gledam kroz muziku vidim je i čujem. Mnogo me privlačni dječija muzika.” (Matjan, 1964).
Rad Vide Matjan na podizanju i razvoju muzike kulture rezultirao je inicijativom da muzička škola koju je osnovala i vodila dobije njeno ime. Inicijativu za taj predlog pokrenuli su njeni bivši učenici. Od 2007. Muzička škola u Kotoru nosi ime Vide Matjan. Tim povodom muzička škola je organizovala trodnevne svečanosti posvećene upravo liku i djelu Vide Matjan. Prve večeri je organizovana izložba arhivskih dokumenata iz Legata, koja se nalaze u Istorijskom аrhivu u Kotoru, autorke Jelene Antović, bivše učenice Vide Matjan. Nakon izložbe u koncertnoj dvorani Muzičke škole, Crkvi svetog Spasa, upriličen je Hommage Vidi Matjan. U uvodnom dijelu tadašnja direktorka Muzičke škole gospođa Marina Dulović, govorila je o životu i djelu Vide Matjan kao i profesorka Ivana Antović. Program svečanog koncerta su činila autorska djela kompozotorke Vide Matjan uglavnom pisana i komponovana za djecu, uz učešće učenika i profesora škole kao izvođača u kamernim sastavima za dvije kompozicije simboličkog naslova Svitanje i Noć. Izvedene su i horske kompozicije, a izveli su ih hor niže muzičke škole i Ženski hor srednje škole Vida Matjan. Svečanostima je prisustvovao kolegij Civica Scuola di Musica-Corsico (Milano) koji su narednog dana održali koncert sa djelima italijanskih autora, a povodom jubileja škole kompozitor Sebastiano Cogualato je posvetio kompoziciju Put u Kotor, koja je te večeri izvedena.
Naredno izvođenje djela kompozitorke Vide Matjan uslijedilo je 2017, godine na sedamdesetu godišnjicu postojanja državne muzičke škole Kotor kada je izvedena Besana šumska noć, muzička bajka. Škola sarađuje sa školom Franc Šturm u Ljubljani, tako da je prilikom gostovanja ove jeseni, izvedeno vise instrumentalnih, horskih i pjesama iz stvaralaštva za djecu iz opusa Vide Matjan i predstavljeno slovenačkoj publici.

## Dodatna literatura
- Belić, Uglješa (2018). Rodna dimenzija enciklopedijskog teksta: ideologizacija i interkulturalnost[мртва веза]. Novi Sad: Fondacija akademika Bogumika Hrabaka za publikovanje doktroskih diesrtacija, VANU
- Dabižinović, Ervina (2018). Diskursi o ženama Boke Kotorske (1815—2015): rodni identiteti. Doktorska teza. Univerzitetu u Novom Sadu-ACIMSI.
- Dabižinović, Ervina (2018) "Vida Matjan-duša svega, uspješna Slovenka u Crnoj Gori (Ljubljna 1896- Kotor, 1993), Slovenika IV Časopis za kulturu, nauku i obrazovanje/ Časopis za kulturo, znanost in izobraževanje, Univerzitet u Beogradu, Fililoški fakultet, Beograd.
- Dabižinović, Ervina (2018). „Vida Matjan-duša svega, uspješna Slovenka u Crnoj Goripredavanje (Ljubljna 1896- Kotor, 1993)”, predavanje, Društvo Slovenaca: Kredarica, Novi Sad, maj 2018.
- Dabižinović, Ervina (2018). „Diskursi o ženama Boke Kotorske (1815—2015): rodni identiteti”, predavanje, JU Centar za kulturu Nikola Đurković Kotor, 9 maj 2018.
- Ivanović, Vesna (2007). Žene i muzika u Crnoj Gori. Fondacija Adkins, Muzički kulturni centar i Muzička akademija Cetinje. Cetinje.
- Milošević, Miloš (1982). Muzičke teme i portreti. Crnogorska akademija nauka i umjetnosti.Titograd.
- Publikacija okrugli sto (2012). Uspešne Slovenke zunaj Republike Slovenije. Urad Vlade RS za Slovence v zamejstvu in po svetu. Ljubljana.
- Savić, Svenka (2000). Vera Šosberger (1927—1972)[мртва веза]. Futura publikacije i Ženske studije i istraživanja. Novi Sad.
- Stojaković, Gordana (2001). Znamenite zene Novog Sada. Futura publikacija. Novi Sad.
- Vlahović, Vukašin (1996). Muzička kultura. ITP UNIREKS. Nikšić
- Zolak, Trivo i Oliver Kukić (1999). Čudesna moć zene. knjiga 1. Bar

### Onlajn-izvori
- Radulović Vulić, Manja (2018). Muzička kultura u Crnoj Gori.
- Vuleković, Dušan (2017). Sedam decenija muzičke škole. Dokumentarni film, Muzička škola Kotor.

### Audio materijal
- Audio material (1964) Razgovor sa povodom, Radio Titograd
- Audio material (1983) Razgovor sa Vidom Matjan, dokumentarni prilog Radio Titograd
- Audio material (1991) Intervju sa Vidom Matjan, Radio Kotor
- Audio material (1993) Razgovor sa povodom 2, Radio Titograd